# Dorin Velicu
Dorin Dumitru Velicu (* 29. November 1986 in Hunedoara) ist ein rumänischer Skeletonsportler.
Dorin Velicu lebt in Hunedoara. Er begann 2006 mit dem Skeletonsport und gehört seitdem auch dem rumänischen Nationalkader an. Sein erstes internationales Rennen bestritt er zum Auftakt der Saison 2006/07 im Skeleton-Europacup und wurde dort 42. 2008 in Igls und 2009 in Königssee nahm er an den Juniorenweltmeisterschaften teil und kam auf die Ränge 23 und 14. Es dauerte bis zum Dezember 2010, dass er bei einem Rennen in Igls mit Rang sieben ein erstes einstelliges Ergebnis im Europacup erreichte. Einen Monat zuvor startete der Rumäne in Winterberg erstmals im Intercontinentalcup und schaffte dort Rang sechs. Bei der Skeleton-Weltmeisterschaft 2011 in Königssee wurde Velicu 31. 2011/12 startete Velicu erneut im Europa- und Intercontinentalcup und fuhr beim Europacup in Winterberg mit einem dritten Platz zum ersten Mal auf das Podest. Zum Abschluss der Saison gab er in Calgary sein Debüt im Weltcup und wurde 25.
In der Saison 2012/13 bestritt Velicu einzelne Rennen im Europa-, Intercontinental- sowie Weltcup und konnte dabei als beste Ergebnisse einen achten und neunten Platz im Intercontinentalcup einfahren. Bei der Skeleton-Weltmeisterschaft 2013 belegte er den 30. Rang. Im Winter 2013/14 ging er bei vier Europacup- und allen acht Intercontinentalcup-Rennen an den Start, konnte sich dabei jedoch nicht in den Top 10 platzieren. Er vertrat Rumänien bei den Olympischen Spielen in Sotschi und belegte dort den 25. Rang unter 27 Startern. In der Folgesaison nahm er an vier Rennen im Intercontinentalcup und fünf Rennen des Weltcups teil, wobei er in Igls mit Rang 16 seine erste Weltcup-Platzierung im Mittelfeld schaffte. Bei den Weltmeisterschaften in Winterberg wurde er 29. im Einzel und 9. im Team.
2018 nahm Velicu an seinen zweiten Olympischen Spielen teil. In Pyeongchang landete er auf dem 24. Platz.